# Петриковський десант
Петриковський десант — річковий тактичний десант; відбувся 29 червня 1944 року. Десантники були висаджені з катерів Дніпровської військової флотилії в часі Білоруської наступальної операльної операції нацистсько-радянської війни.

## Планування операції
61-ша радянська армія (командир — генерал-лейтенант П. О. Бєлов) 1-го Білоруського фронту (маршал Радянського союзу К. К. Рокоссовський) в часі проведення Білоруської стратегічної наступальної операції з 22 червня 1944 року вели наступ у басейні річки Прип'ять із загальним напрямом на Пінськ. Підтримувала головний наступ у тісному зв'язку із сухопутними частинами Дніпровська флотилія (командир — каперанг В. В. Григор'єв).
Біля Петрикова (на той час окружного центра генеральної округи Житомир) військові частини німецької 2-ї армії (командир — генерал Вальтер Вайс) групи армій «Центр» здійснюють спробу затримати наступ радянських військ.
Розгадавши німецький наступ, радянське керівництво задля пришвидшення оволодіння Петриковом планує висадити десант у місто — одночасно із завданням удару 55-ю стрілецькою дивізією (полковник Корній Андрусенко) 89-го стрілецького корпусу 61-ї армії.

## Перебіг десантної операції
Висадка десанту відбувалася за допомогою дивізіону артилерійських катерів 2-ї бригади річкових катерів (капітан 2 рангу Мітін Володимир Михайлович), керував висадкою капітан-лейтенант І. П. Михайлов.
28 червня десантники — стрілецька рота, 290 бійців, сідають на катери поблизу села Новосілки та з настанням темряви вирушають в напрямі Петрикова.
Катерам вдалося приховано пройти по річці, обидва береги якої перебували під нацистським контролем. Із наближенням десанту до Петрикова радянська артилерія здійснює потужну артилерійську підготовку. Біля села Скригалов висаджується відволікаюча частина десанту — 33 моряки, котра приймає на себе основний удар та забезпечує висадку головного десанту (керував старший лейтенант Чалий Микола Полікарпович), 29 червня загін з боєм зайняв Конковичі. Катери на повній швидкості прорвалися до центру міста та успішно висадили десант на пристань та прилягаючі до берега річки вулиці.
Рівночасно розпочинають атаку радянські сухопутні підрозділи. Завдяки подвійному удару із двох сторін Петриков було вибито з-під німецького контролю протягом кількох годин.

## Вислід операції
Після зайняття Петрикова частини 89-го стрілецького корпусу змогли продовжити переслідування німецьких сил уздовж Прип'яті в напрямі Дорошевичів.